# Macrocentrus townesi
Macrocentrus townesi är en stekelart som beskrevs av Van Achterberg och Haeselbarth 1983. Macrocentrus townesi ingår i släktet Macrocentrus och familjen bracksteklar. Inga underarter finns listade i Catalogue of Life.